# Centre-Est
Centre-Est är en administrativ region i sydöstra Burkina Faso, med gräns mot Togo och Ghana i söder. Den administrativa huvudorten är Tenkodogo. Befolkningen uppgår till lite mer än 1,2 miljoner invånare.

## Administrativ indelning
Regionen är indelad i tre provinser:
- Boulgou
- Koulpélogo
- Kouritenga

Dessa provinser är i sin tur indelade i sammanlagt 30 departement (dessa fungerar samtidigt som kommuner).